# Benevento (stad)
Benevento is een stad in de Zuid-Italiaanse regio Campanië, Italië, ongeveer 60 kilometer ten noordoosten van Napels. Bij de stad vloeien de rivieren Sabato en Calore in elkaar. Het is de hoofdstad van de gelijknamige provincie. Het hertogdom Benevento bestond van 571 tot 1077.

## Geschiedenis
Het was de hoofdplaats van de Samnieten. Gedurende de Romeinse tijd heette de stad eerst Malventum en na 275 v.Chr. na een gewonnen veldslag op Pyrrhus van Epirus Beneventum. Uit deze periode dateren de 15 meter hoge Boog van Trajanus en het Romeinse theater, die nog steeds in de stad aan de Via Appia te zien zijn. Naast het theater stond de Romeinse brug, die de Via Appia geleidde naar Benevento.
De kerk van Santa Sofia, die eenzelfde plattegrond heeft als het gelijknamige gebouw in het huidige Istanbul, dateert uit de Longobardische periode, namelijk uit de 8e eeuw. Het erbij behorende klooster is ingericht als museum (Museo del Sannio). Fresco's uit de Longobardische periode in het hertogdom Benevento, zijn te vinden in deze Santa Sofiakerk, alsook in de San Marco dei Sabariani en de kathedraal van Benevento.
Een recenter gebouw is de Villa dei Papi (18e eeuw), zomerresidentie van de latere paus Benedictus XIII.

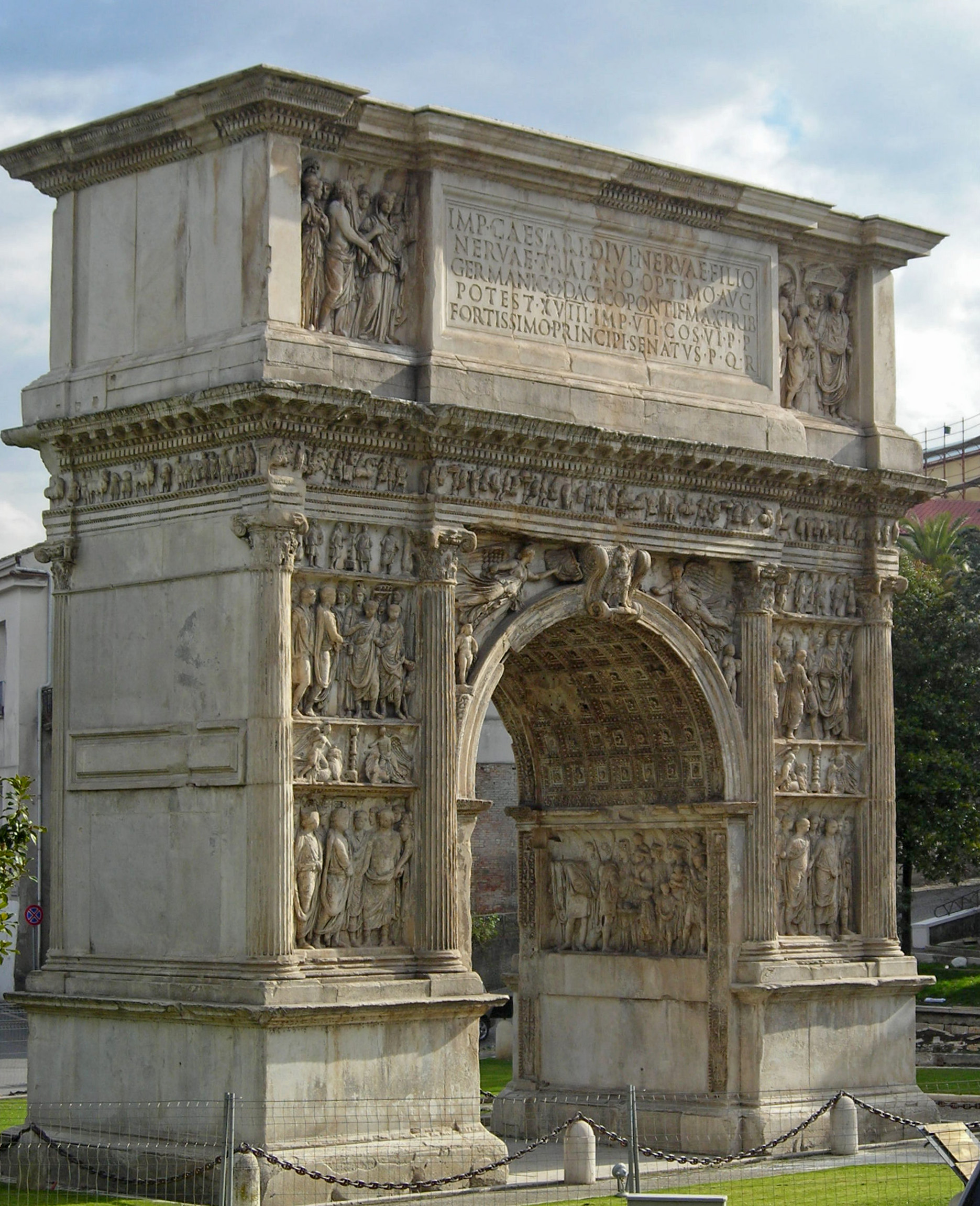
Boog van Trajanus

## Sport
Benevento Calcio is de professionele voetbalclub van de stad. De club speelt in het Stadio Ciro Vigorito. In 2017 promoveerde Benevento Calcio verrassend voor het eerst naar de Serie A, de hoogste Italiaanse voetbalcompetitie.

## Geboren
- Paus Victor III (1027-1087), geboren als Victor Daufari
- Paus Gregorius VIII (±1100-1187), geboren als Alberto de Morra
- Oderisius van Benevento (±1100-±1151), bronsgieter
- Antonio Sancho de Benevento, (16e eeuw) een renaissance goudsmid kunstenaar en monnik van het Klooster van Sant Jeroni de Cotalba, naast Gandia, in de provincie Valencia, Spanje.
- Menato Boffa (1930-1996), Formule 1-coureur